# Кленле
Кленле (фр. Clenleu) насеље је и општина у североисточној Француској у региону Север-Па д Кале, у департману Па де Кале која припада префектури Montreuil.
По подацима из 2011. године у општини је живело 184 становника, а густина насељености је износила 25,34 становника/km². Општина се простире на површини од 7,26 km². Налази се на средњој надморској висини од 71 метар (максималној 166 m, а минималној 57 m).

## Демографија
| 1962. | 1968. | 1975. | 1982. | 1990. | 1999. | 2011. |
| ----- | ----- | ----- | ----- | ----- | ----- | ----- |
| 169   | 182   | 170   | 181   | 172   | 183   | 184   |

График промене броја становника у току последњих година